# Polyzosteria yingina
Polyzosteria yingina — вид тарганів родини Blattidae. Описаний у 2021 році.

## Поширення
Ендемік австралійського острова Тасманія. Вид має дві сильно алопатричні популяції: компактну альпійську популяцію на висоті понад 1000 метрів і розпорошену східну прибережну популяцію на рівні моря. Однак молекулярний аналіз D-петлі контрольної області мітохондрій припускає єдину видову ідентичність для цих різнорідних популяцій.